# Franco Tirelli
Franco Tirelli (Rosario, 10 ottobre 1965) è un politico italiano.
Nato in Argentina e laureato in giurisprudenza, alle elezioni politiche anticipate del 2022 viene candidato alla Camera dei Deputati dal Movimento Associativo Italiani all'Estero (MAIE), risultando poi eletto nella Circoscrizione Estero (America meridionale). Alla Camera aderisce al gruppo Noi moderati - MAIE.